# Sway (piosenka Bic Rungi)
Sway – singel Bic Rungi pochodzący z albumu Drive. Piosenkę wydano w 1997 roku w Nowej Zelandii oraz rok później w Niemczech, Wielkiej Brytanii i Australii. Wkrótce potem singel trafił na półki sklepowe w Stanach Zjednoczonych. Piosenka pojawiła się na ścieżce dźwiękowej do komedii American Pie, czyli sprawa dowCipna, a także do komedii romantycznej Chłopak do wynajęcia.